# Domenico Calcagno
Domenico Calcagno (Parodi Ligure, 3 febbraio 1943) è un cardinale e arcivescovo cattolico italiano, dal 26 giugno 2018 presidente emerito dell'Amministrazione del patrimonio della Sede Apostolica.

## Biografia
Nasce a Tramontana, frazione di Parodi Ligure, in provincia di Alessandria ed arcidiocesi di Genova, il 3 febbraio 1943. Quattro giorni dopo viene battezzato nella chiesa del paese natale.

### Formazione e ministero sacerdotale
Dopo gli studi elementari, il 10 ottobre 1954 entra nel seminario arcivescovile di Genova, dove frequenta le medie ed il liceo classico. Nell'ottobre 1962 si reca a Roma, ospite del Pontificio seminario lombardo, per completare gli studi filosofico-teologici presso la Pontificia Università Gregoriana.
Il 29 giugno 1967 è ordinato presbitero, nella cappella del seminario maggiore di Genova, dal cardinale Giuseppe Siri.
Nel 1968 diventa vicario parrocchiale di Sant'Ambrogio a Uscio ed insegnante di filosofia e teologia presso il seminario. Nell'agosto 1969 lascia Uscio, essendo cresciuti gli impegni nel seminario, e diventa rettore dell'oratorio di Sant'Erasmo a Quinto al Mare, allora delegazione di Genova. È anche membro del consiglio presbiterale diocesano e della commissione presbiterale ligure.
Nel 1985 è nominato presidente dell'Istituto diocesano per il sostentamento del clero; il nuovo arcivescovo Giovanni Canestri lo nomina vicario episcopale per le "nuove attività".
L'8 novembre 1985 è insignito del titolo di prelato d'onore di Sua Santità.
Nel 1989 è inviato a Roma, dove diventa rettore dell'Ufficio nazionale per la cooperazione missionaria tra le Chiese e, nel 1992, assume l'incarico di docente alla Pontificia università urbaniana. Nel 1996 è nominato presidente dell'Istituto centrale per il sostentamento del clero e, nel 1999, economo della Conferenza Episcopale Italiana.

### Ministero episcopale e cardinalato

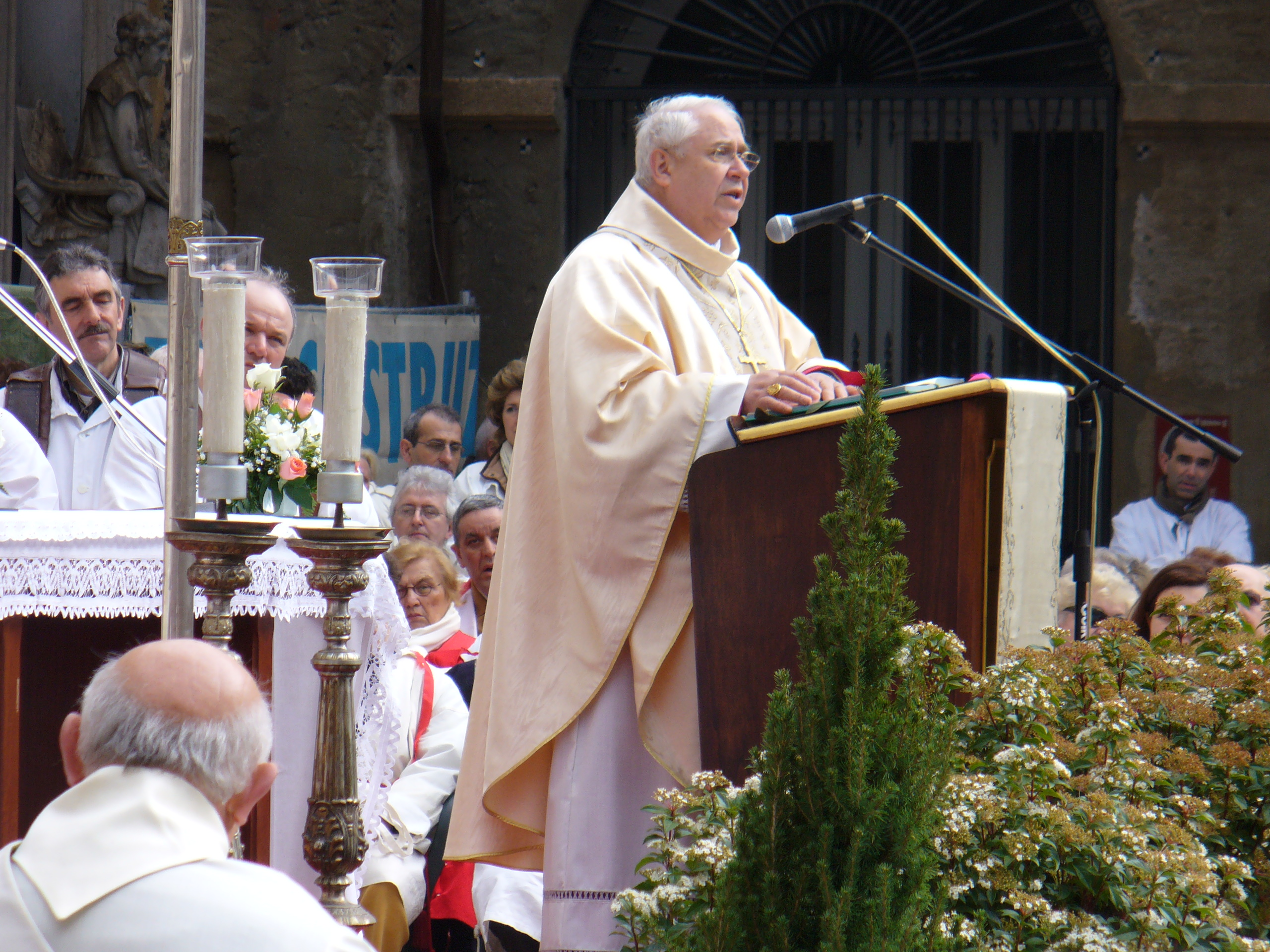
L'allora vescovo Calcagno durante una celebrazione eucaristica, il 18 marzo 2007.

Il 25 gennaio 2002 papa Giovanni Paolo II lo nomina vescovo di Savona-Noli; succede a Dante Lafranconi, precedentemente nominato vescovo di Cremona. Il 9 marzo successivo riceve l'ordinazione episcopale, nella cattedrale di San Lorenzo a Genova, dal cardinale Dionigi Tettamanzi, co-consacranti il cardinale Giovanni Canestri e l'arcivescovo Paolo Romeo (poi cardinale). Il 17 marzo prende possesso della diocesi.
Il 7 luglio 2007 papa Benedetto XVI lo nomina segretario dell'Amministrazione del patrimonio della Sede Apostolica, elevandolo alla dignità di arcivescovo; succede a Claudio Maria Celli, precedentemente nominato presidente del Pontificio consiglio delle comunicazioni sociali.
Il 7 luglio 2011 papa Benedetto XVI lo nomina presidente dell'Amministrazione del patrimonio della Sede Apostolica; succede al dimissionario cardinale Attilio Nicora.
Nel concistoro del 18 febbraio 2012 lo stesso papa lo crea cardinale diacono dell'Annunciazione della Beata Vergine Maria a Via Ardeatina; prende possesso della diaconia il 27 maggio seguente.
Il 26 giugno 2018 papa Francesco accoglie la sua rinuncia, presentata per raggiunti limiti di età, all'ufficio di presidente dell'Amministrazione del patrimonio della Sede Apostolica; gli succede il vescovo Nunzio Galantino, fino ad allora segretario generale della Conferenza Episcopale Italiana.
Il 4 marzo 2022 opta per l'ordine presbiterale mantenendo la titolarità della sua diaconia elevata pro hac vice a titolo cardinalizio.
Il 3 febbraio 2023 compie ottant'anni e, in base a quanto disposto dal motu proprio Ingravescentem Aetatem di papa Paolo VI del 1970, esce dal novero dei cardinali elettori e decade da tutti gli incarichi ricoperti nella Curia romana.

## Controversie
Una video-inchiesta della trasmissione televisiva Le Iene solleva l'ipotesi che tra il 2002 e il 2003 abbia insabbiato dei casi di abusi su minori perpetrati da un prete pedofilo, informando tardivamente il cardinale Joseph Ratzinger, a quei tempi prefetto della Congregazione per la dottrina della fede. A seguito del servizio televisivo la rete si mobilita per chiederne l'esclusione dal conclave del 2013.
Critiche e scalpore sono suscitate dal suo possedere e collezionare diverse armi da fuoco tra cui: revolver, magnum Smith & Wesson calibro 357, carabina di precisione Remington 7400 calibro 30.06, fucile a pompa Hatsan Escort; inoltre, in passato, praticava la caccia e frequentava il tiro a segno.
Nel 2016 è indagato assieme ad altre tre persone per le irregolarità amministrative che hanno portato a un ammanco di alcuni milioni di euro nel bilancio dell'Istituto diocesano per il sostentamento del clero della diocesi di Savona-Noli, l'accusa per tutti è di malversazione.

## Genealogia episcopale
La genealogia episcopale è:
- Cardinale Scipione Rebiba
- Cardinale Giulio Antonio Santori
- Cardinale Girolamo Bernerio, O.P.
- Arcivescovo Galeazzo Sanvitale
- Cardinale Ludovico Ludovisi
- Cardinale Luigi Caetani
- Cardinale Ulderico Carpegna
- Cardinale Paluzzo Paluzzi Altieri degli Albertoni
- Papa Benedetto XIII
- Papa Benedetto XIV
- Papa Clemente XIII
- Cardinale Enrico Benedetto Stuart
- Papa Leone XII
- Cardinale Chiarissimo Falconieri Mellini
- Cardinale Camillo Di Pietro
- Cardinale Mieczysław Halka Ledóchowski
- Cardinale Jan Maurycy Paweł Puzyna de Kosielsko
- Arcivescovo Józef Bilczewski
- Arcivescovo Bolesław Twardowski
- Arcivescovo Eugeniusz Baziak
- Papa Giovanni Paolo II
- Cardinale Carlo Maria Martini, S.I.
- Cardinale Dionigi Tettamanzi
- Cardinale Domenico Calcagno